# Colline du Trésor
La colline du Trésor ou colline au Trésor (chinois traditionnel : 寶藏巖 ; pinyin : Bǎozàng Yán ; pe̍h-ōe-jī : Pó-chōng-giâm; anglais : Treasure Hill) est un quartier de Taipei à Taïwan.

## Situation
La colline du Trésor est située dans le sud de la ville, près du parc Yongfu et de la rivière Xindian (en).

## Histoire
À l'origine, La zone fut fortifiée et conçue pour protéger le côté sud-ouest de la ville contre une attaque aérienne communiste. Les soldats du KMT ont ensuite construit illégalement (dans les années 1950, « 30 % de Taipei était constitué de villages de squatters construits à la hâte pour accueillir » l'afflux d'habitants du continent qui fuyaient l'armée communiste) un village de garnison sur la colline. En 1980, la zone fut catégorisée "parc"  puis, 13 ans plus tard, des avis ont été affichés sur les portes pour avertir les résidents que les bâtiments illégaux seraient bientôt rasés. Il y avait alors une centaine d'habitants (beaucoup de soldats pauvres et à la retraite, d'immigrants d'Asie du Sud-Est et d'étudiants). Des militants et des intellectuels se mobilisèrent. La responsabilité de l'avenir de la zone fut transférée du département des parcs et des loisirs au bureau des affaires culturelles. Le lieu attira des artivistes du Global Artivists Participation Plan (GAPP), issu du Organization of Urban Re-s (OURs), dont le but était de légitimer les squatteurs et de préserver la zone, pas de créer un village d'artistes, mais le bureau des affaires culturelles l'exigeait. 
Chargé par la municipalité de proposer un plan directeur écologique pour la zone, l'architecte finlandais Marco Casagrande a constaté que ce quartier, peut-être en raison de son statut illégal et marginal, a évolué de manière organique pour fonctionner selon un modèle écologique : recyclage et filtrage des eaux usées, utilisation de quantités minimales d'électricité ("volée" au réseau de la ville), compostage des déchets organiques et réutilisation des déchets de Taipei. Casagrande raconte ses expériences de travail sur le site :  « Pour le laboratoire urbain écologique, je n'ai rien eu à faire, tout était déjà là. Ce que j'ai fait, c'est construire des escaliers en bois et des connexions entre les maisons détruites, ainsi que des abris pour que les anciens résidents puissent jouer au mah-jong et au ping-pong. » Les réactions à son intervention, qui comportait d'autres aspects,  furent mitigées
La police a fermé la zone en 2007 afin de garantir la sécurité des travaux de restauration. La colline du Trésor restaurée a rouvert ses portes en tant que village d'artistes en 2010, et seules 22 familles d'origine ont réussi à revenir s'y installer. Le processus de restauration a été critiqué pour avoir dépouillé le quartier de ses anciens résidents et l'avoir transformé en un espace qui célèbre l'expression individuelle et la créativité artistique au détriment du logement des familles à faibles revenus.
Aujourd'hui, si la moitié du quartier est composée de logements pour la population locale, l'autre moitié abrite des ateliers d'artistes et des espaces culturels, et il est considéré comme un village d'artistes,

## Événements
Le lieu accueille un festival annuel des lumières où des artistes crée des installations.

## Accès
- Métro de Taipei, Gongguan metro station (en)

## Galerie

Avant la restauration de 2007
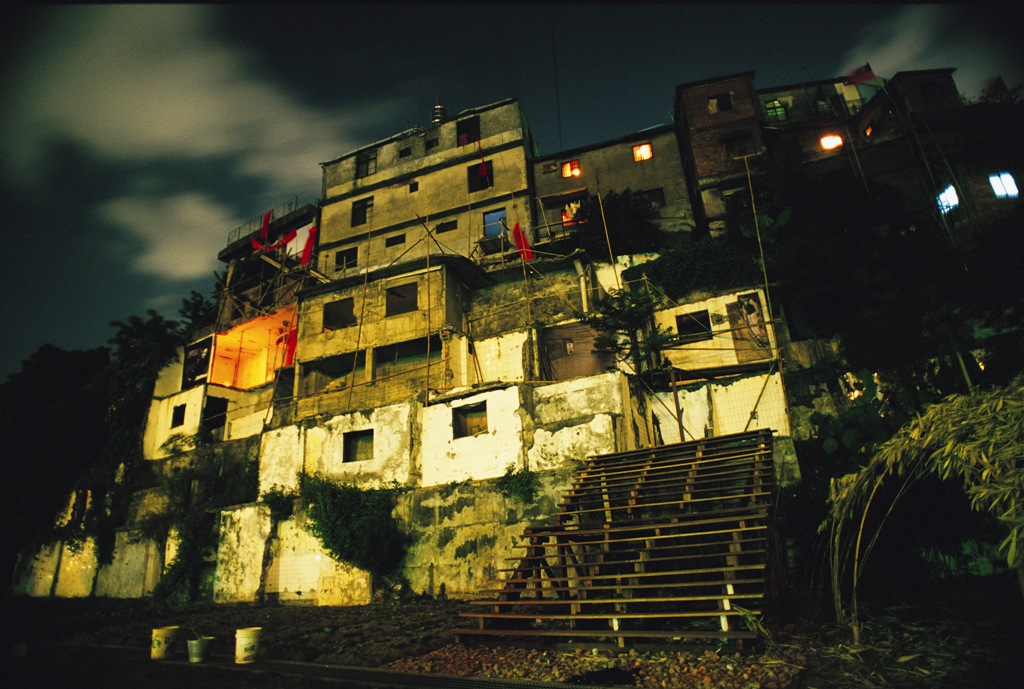
2003
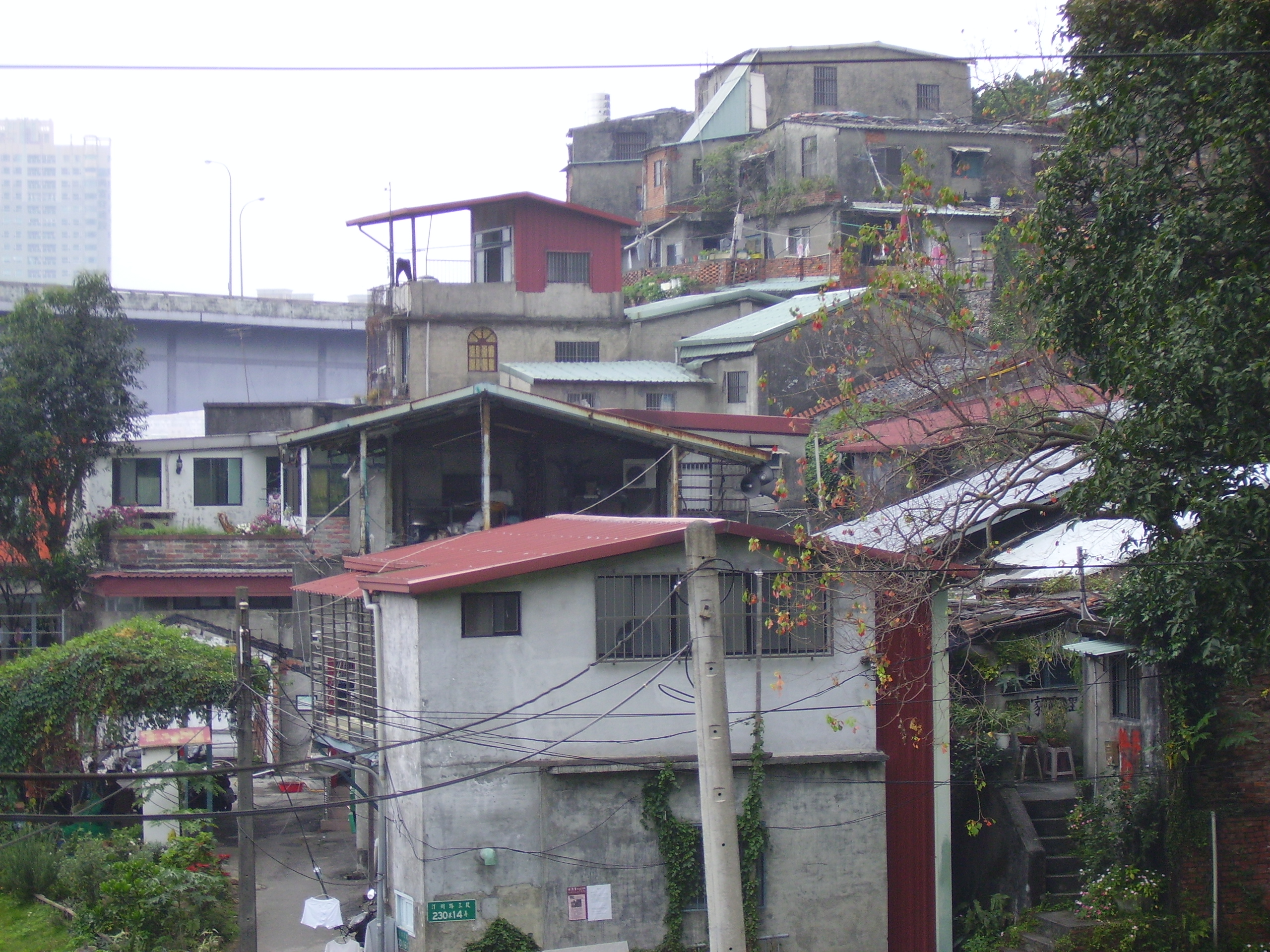
2006
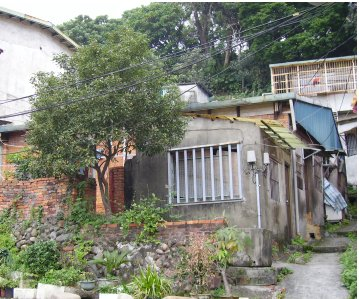
2006
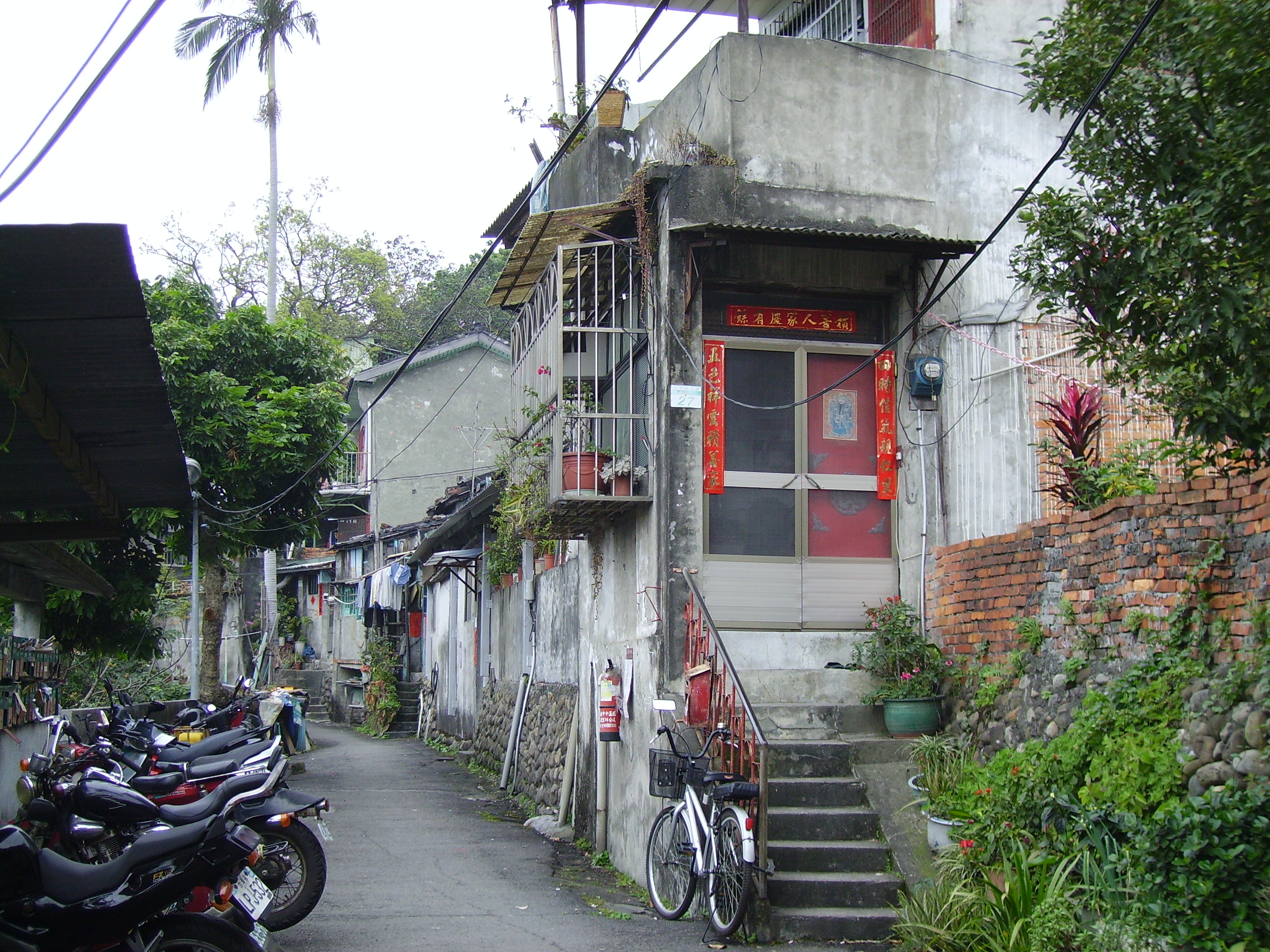
2006

Après la réouverture de 2010
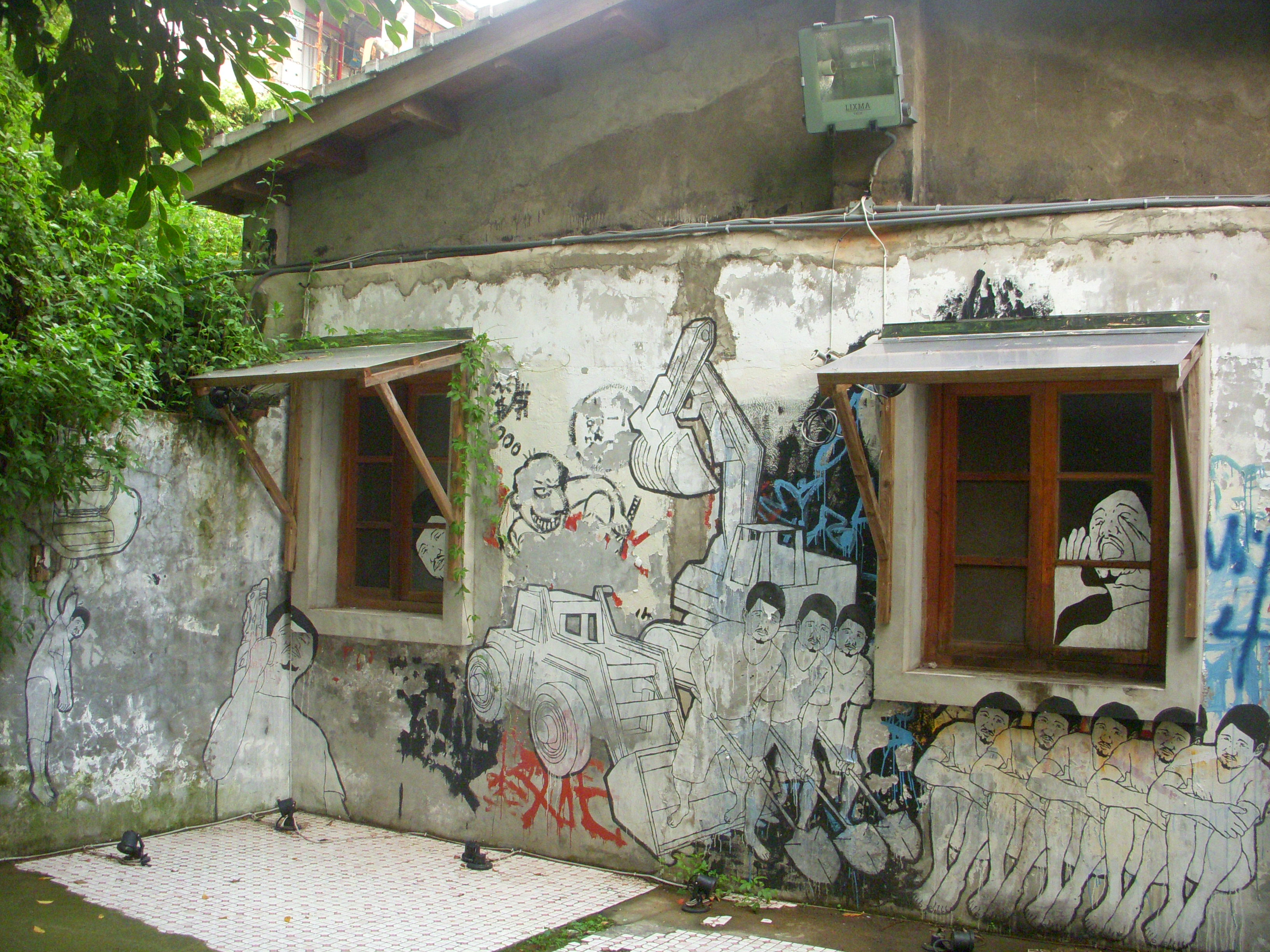
2011
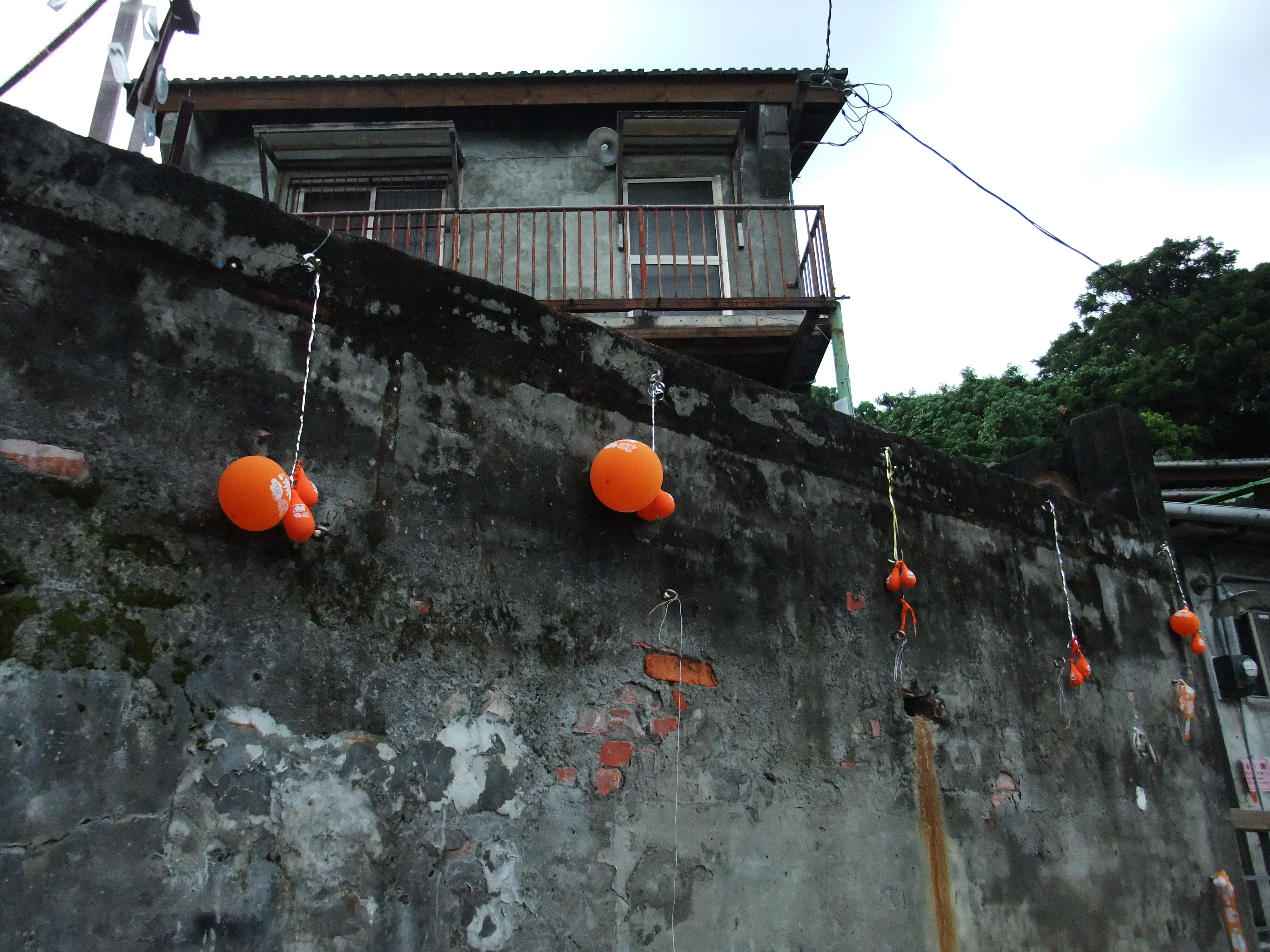
2013
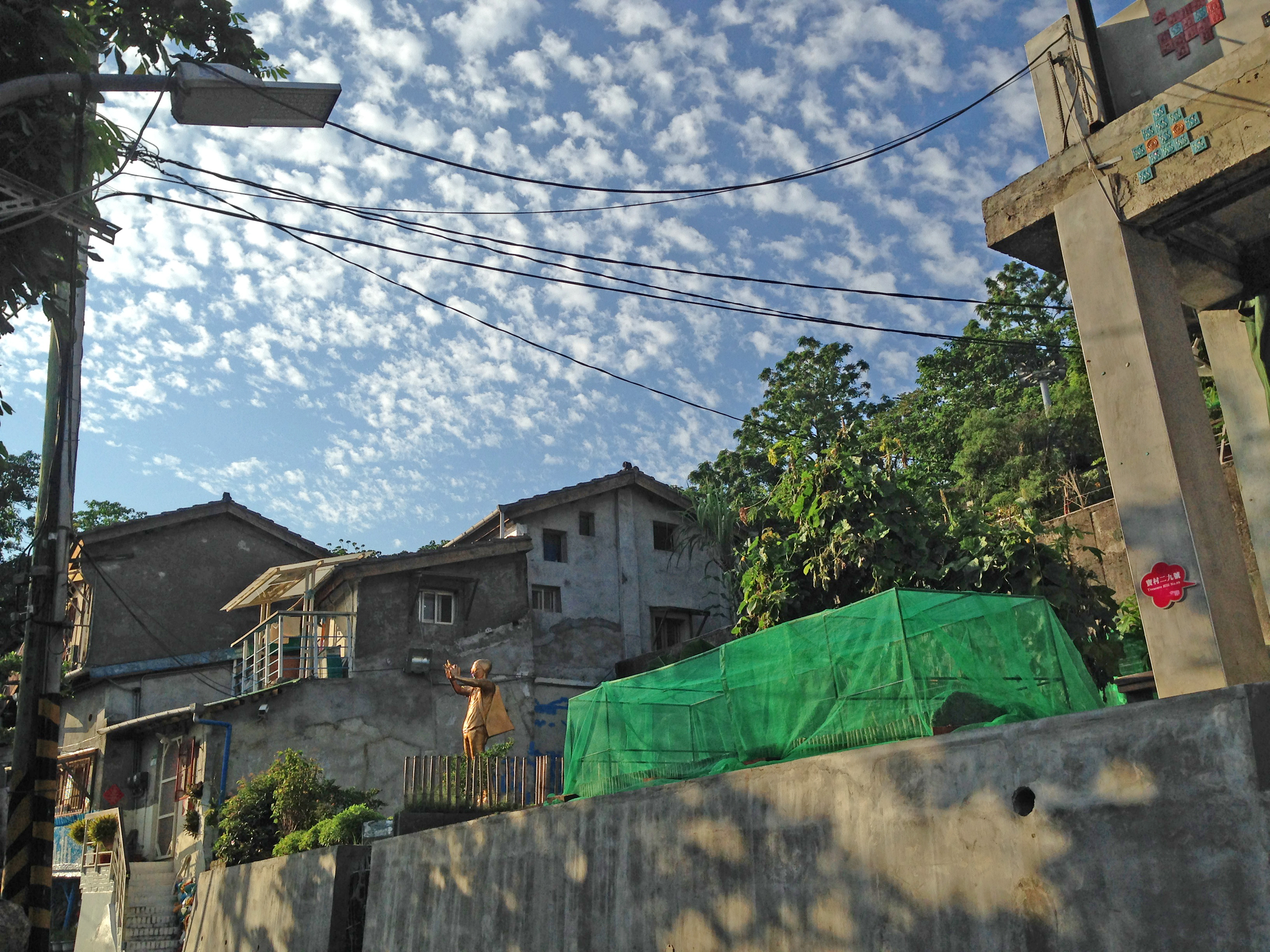
2015
2018